# ヒメバラモミ
ヒメバラモミ（学名：Picea maximowiczii）は、マツ科トウヒ属の常緑針葉樹である。

## 特徴
日本特産種で、八ヶ岳と南アルプス北部・秩父山地の海抜1000mから2000mにかけての冷温帯から亜高山帯に分布しているが、現在はその数は1000本足らずと推定され、きわめて少ない。しかし、最終氷期の地層からは数多くの化石が見つかっており、その当時は冷涼・乾燥気候の下で、日本の広い範囲で繁栄していたと考えられる。
いわゆるクリスマスツリー型の樹形で、大きいものでは樹高45m、直径1.5mにも達する場合がある。樹皮は灰褐色。葉は太く短く、長さ6-13mm程度、断面は菱形である。球果は長さ2.5-4.5cmほどである。
奥秩父甲武信岳北方の梓山（長野県川上村）に自生する集団は、変種アズサバラモミ Picea maximowiczii var. senanensis として扱われていたが、現在はシノニムとされている。

## 保全状況評価
- ENDANGERED (IUCN Red List Ver. 3.1 (2001))[1]

Katsuki & Luscombe (2013) はアズサバラモミをヒメバラモミの変種として認める立場をとっているが、それでも全体にすればわずかな割合にしかならず、むしろ基本種の方を近年の過剰伐採とトウヒ林がカラマツ林に樹種転換されたことから絶滅危惧種と評価している。
- 絶滅危惧II類 (VU)（環境省レッドリスト）[3]